# Зейтуне, Разан
Разан Зейтуне (араб. رزان زيتونة‎; род. 29 апреля 1977, Сирия) — сирийская правозащитница и гражданская активистка. Принимала участие в сирийском восстании, но вынуждена была уйти в подполье после того, как сирийское правительство объявило её иностранным агентом, а её муж был арестован. По-видимому, была похищена джихадистами и, как предполагается, убита.

## Биография
Получив юридическое образование в 1999 году, в 2001 году Разан Зейтуне начала работать адвокатом. С 2001 года она являлась членом команды юристов, защищавших права политических заключённых. Тогда же Зейтуне стала одним из основателей Ассоциации прав человека в Сирии (HRAS). В 2005 году Разан Зейтуне основала Сирийский правозащитный информационный канал (SHRIL), благодаря которому она продолжила сообщать о нарушениях прав человека в Сирии. С того же года Разан Зейтуне является активным членом Комитета по поддержке семей политических заключённых в Сирии.
В декабре 2013 года сирийские оппозиционные сайты сообщили о том, что Зейтуне была похищена вместе с мужем Ваилем Хамадом и двумя своими коллегами (Самирой Халиль и Наземом Хаммади) в удерживаемом оппозицией городе Дума, к северу от Дамаска. Их местонахождение и личности похитителей до сих пор не установлены, предполагается, что ответственность за похищение лежит на исламистской салафитской повстанческой группировке Армия Ислама.

## Награды
27 октября 2011 года получила премию имени Сахарова «за свободу мысли», разделив её с четырьмя другими арабскими представителями.
Также в 2011 году получила премию Анны Политковской.
В 2013 году Разан Зейтуне стала обладательницей Международной женской премии за отвагу, вручаемой государственным секретарём США.